# Villagrande Strisaili
Villagrande Strisaili ist eine italienische Gemeinde (comune) mit 2887 Einwohnern (Stand 31. Dezember 2024) in der Provinz Ogliastra auf Sardinien. Die Gemeinde liegt etwa 13,5 Kilometer nordwestlich von Tortolì und etwa 9 Kilometer nordnordwestlich von Lanusei in der Nähe des Lago Alto Flumendosa. Villagrande Strisaili ist Teil des Parco nazionale del Golfo di Orosei e del Gennargentu.
In der Nähe liegt die Nuraghensiedlung (italienisch Villaggio nuragico) S’Arcu e is Forros und Sa Carcaredda und die Gigantengräber Pradu Su Chiai und Troculu.

## Verkehr
Durch die Gemeinde führt die Strada Statale 389 di Buddusò e del Correboi. Villagrande Strisaili besitzt einen Bahnhof an der schmalspurigen Bahnstrecke Mandas–Arbatax, der in den Sommermonaten vom Trenino Verde  bedient wird.

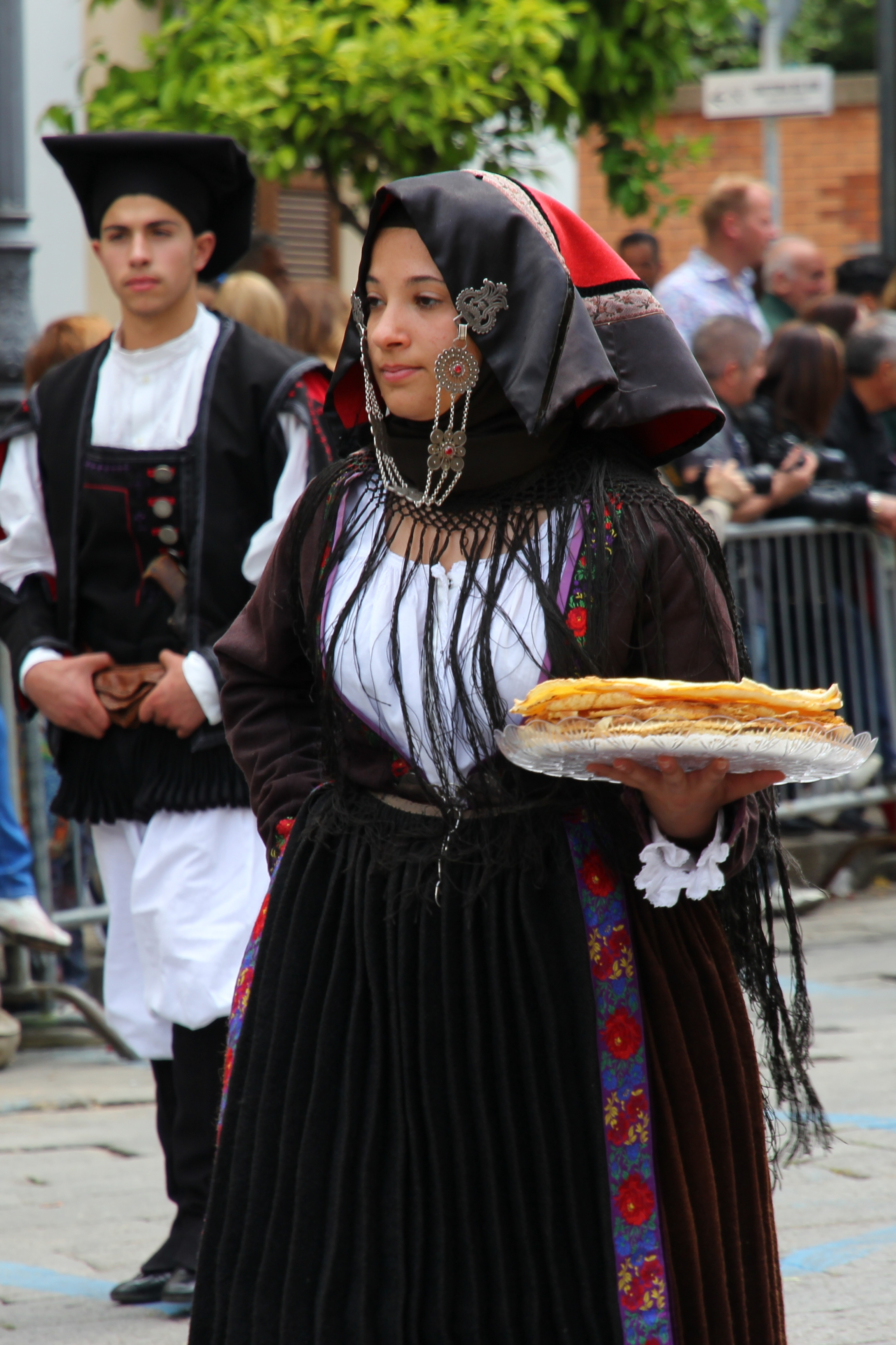
Traditionelle Tracht